# Суиссхелм, Энн
Энн Суи́ссхелм (англ. Ann Swisshelm, известна также как Энн Суи́ссхелм Си́львер, англ. Ann Swisshelm Silver; род. 9 марта 1968, Мидлтаун) — американская кёрлингистка, первый в команде США на зимних Олимпийских играх 2002 года и на зимних Олимпийских играх 2014 года. Тренер по кёрлингу.
В сборной США дебютировала на чемпионате мира 1998 года, где сборная заняла 8-е место. На чемпионате мира 2003 года сборная с её участием стала чемпионами мира.
В 2002 году она участвовала в зимних Олимпийских играх, где сборная заняла 4-е место (лучший результат женской сборной США на Олимпиадах). Также участвовала в зимних Олимпийских играх 2014 в Сочи, где сборная США заняла 10-е место. Также участвовала в чемпионате мира 2013 года, где сборная заняла 4-е место.
Начала заниматься кёрлингом в 1978, в возрасте 10 лет.

## Достижения
- Чемпионат мира по кёрлингу среди женщин: золото (2003).
- Чемпионат США по кёрлингу среди женщин: золото (1998, 2001, 2003, 2010, 2013), серебро (1997, 2002, 2004, 2005, 2006, 2008, 2009), бронза (2007).
- Американский олимпийский отбор по кёрлингу: золото (2001, 2013), серебро (2005, 2009).
- Чемпионат мира по кёрлингу среди ветеранов: серебро (2022).
- Чемпионат США по кёрлингу среди ветеранов: золото (2020).
- Континентальный Кубок по кёрлингу (в составе команды Северной Америки): золото (2011, 2014), серебро (2003).

- Почётный приз Всемирной федерации кёрлинга Frances Brodie Award: 2001.
- Лучшая кёрлингистка года в США (англ. USA Curling Female Athlete of the Year): 2001, 2014.
- Кёрлинг-команда года в США (англ. USA Curling Team of the Year): 2003, 2013[6].
- Почётный приз Ассоциации кёрлинга США Ann Brown Sportsmanship Award (за лучшее воплощение спортивного духа на национальном чемпионате США, ежегодно вручается на чемпионате США кёлингисту-мужчине и кёрлингистке-женщине): 2008[7].

## Команды
| Сезон   | Четвёртый       | Третий             | Второй                | Первый          | Запасной                                        | Турниры                                     |
| ------- | --------------- | ------------------ | --------------------- | --------------- | ----------------------------------------------- | ------------------------------------------- |
| 1994—95 | Энн Суиссхелм   | ?                  | ?                     | ?               | ?                                               | ЧСШАЖ 1995 (5 место)                        |
| 1995—96 | Энн Суиссхелм   | ?                  | ?                     | ?               | ?                                               | ЧСШАЖ 1996 (4 место)                        |
| 1996—97 | Энн Суиссхелм   | ?                  | ?                     | ?               | ?                                               | ЧСШАЖ 1997                                  |
| 1997—98 | Кари Эриксон    | Лори Крекло        | Стейси Лиапис         | Энн Суиссхелм   | Риса О’Коннелл тренер: Майкл Лиапис             | ЧСШАЖ 1998 · ЧМ 1998 (9 место)              |
| 1998—99 | Энн Суиссхелм   | ?                  | ?                     | ?               | ?                                               | ЧСШАЖ 1999 (4 место)                        |
| 1999—00 | Дебби Маккормик | Николь Джоренстед  | Стейси Лиапис         | Энн Суиссхелм   | тренер: Майкл Лиапис                            | ЧСШАЖ 2000 (4 место)                        |
| 2000—01 | Кари Эриксон    | Дебби Маккормик    | Стейси Лиапис         | Энн Суиссхелм   | Джони Коттен тренер: Майкл Лиапис               | ЧСШАЖ 2001 · ЧМ 2001 (6 место)              |
| 2001—02 | Кари Эриксон    | Дебби Маккормик    | Стейси Лиапис         | Энн Суиссхелм   | Джони Коттен тренер: Майкл Лиапис               | АООК 2001 · ЧСШАЖ 2002 · ЗОИ 2002 (4 место) |
| 2002—03 | Дебби Маккормик | Эллисон Поттинджер | Энн Суиссхелм Сильвер | Трейси Сэчен    | Джони Коттен (ЧМ) тренер: Уолли Генри           | ЧСШАЖ 2003 · ЧМ 2003                        |
| 2003—04 | Дебби Маккормик | Эллисон Поттинджер | Энн Суиссхелм Сильвер | Трейси Сэчен    | Джони Коттен (ЧСШАЖ)                            | ККК 2003 , · ЧСШАЖ 2004                     |
| 2004—05 | Дебби Маккормик | Эллисон Поттинджер | Энн Суиссхелм Сильвер | Трейси Сэчен    |                                                 | ЧСШАЖ/АООК 2005                             |
| 2005—06 | Патти Ланк      | Кейтлин Маролдо    | Энн Суиссхелм         | Chrissy Haase   |                                                 | ЧСШАЖ 2006                                  |
| 2006—07 | Патти Ланк      | Эрика Браун        | Кейтлин Маролдо       | Chrissy Haase   | Энн Суиссхелм                                   | ЧСШАЖ 2007                                  |
| 2007—08 | Патти Ланк      | Эрика Браун        | Кейтлин Маролдо       | Chrissy Haase   | Энн Суиссхелм                                   | ЧСШАЖ 2008                                  |
| 2008—09 | Патти Ланк      | Кейтлин Маролдо    | Энн Суиссхелм         | Chrissy Haase   |                                                 | ЧСШАЖ 2009                                  |
| 2009—10 | Эрика Браун     | Нина Спатола       | Энн Суиссхелм         | Molly Bonner    |                                                 |                                             |
| 2009—10 | Эрика Браун     | Нина Спатола       | Энн Суиссхелм         | Лора Хэллиси    | Джессика Шульц                                  | ЧСШАЖ 2010 · ЧМ 2010 (5 место)              |
| 2010—11 | Эрика Браун     | Нина Спатола       | Энн Суиссхелм         | Лора Хэллиси    | Дебби Маккормик (ЧСШАЖ)                         | ККК 2011 · ЧСШАЖ 2011 (4 место)             |
| 2011—12 | Эрика Браун     | Дебби Маккормик    | Джессика Шульц        | Энн Суиссхелм   |                                                 | ЧСШАЖ 2012 (5 место)                        |
| 2012—13 | Эрика Браун     | Дебби Маккормик    | Джессика Шульц        | Энн Суиссхелм   | Сара Андерсон (ЧМ) тренер: Билл Тодхантер       | ЧСШАЖ 2013 · ЧМ 2013 (4 место)              |
| 2013—14 | Эрика Браун     | Дебби Маккормик    | Джессика Шульц        | Энн Суиссхелм   | Эллисон Поттинджер (ЗОИ) тренер: Билл Тодхантер | АООК 2013 · ЗОИ 2014 (10 место)             |
| 2016—17 | Нина Рот        | Табита Питерсон    | Эйлин Гевинг          | Бекка Хэмилтон  | Энн Суиссхелм тренер: Энн Суиссхелм             | АК 2017 (5 место)                           |
| 2019—20 | Margie Smith    | Энн Суиссхелм      | Shelley Dropkin       | Shelly Kosal    |                                                 | ЧСШАВ 2020                                  |
| 2021—22 | Margie Smith    | Энн Суиссхелм      | Shelly Kosal          | Shelley Dropkin |                                                 | ЧМВ 2022                                    |
| 2022—23 | Margie Smith    | Энн Суиссхелм      | Shelly Kosal          | Shelley Dropkin |                                                 | ЧМВ 2023 (7 место)                          |

(скипы выделены полужирным шрифтом)

## Результаты как тренера национальных сборных
| Год  | Турнир                                              | Сборная              | Место |
| ---- | --------------------------------------------------- | -------------------- | ----- |
| 2016 | Чемпионат мира по кёрлингу среди женщин 2016        | США (женщины)        | 6     |
| 2017 | Чемпионат мира по кёрлингу среди женщин 2017        | США (женщины)        | 5     |
| 2019 | Чемпионат мира по кёрлингу на колясках 2019         | США (на колясках)    | 11    |
| 2019 | Чемпионат Европы по кёрлингу 2019                   | Польша (женщины)     | 19    |
| 2024 | Чемпионат мира по кёрлингу среди юниоров 2024       | США (юниоры муж.)    | 4     |
| 2024 | Чемпионат мира по кёрлингу среди смешанных пар 2024 | США (смешанная пара) | 10    |
| 2025 | Чемпионат мира по кёрлингу среди юниоров 2025       | США (юниоры муж.)    | 9     |